# Clonezilla
Clonezilla est un logiciel libre de restauration de données, de clonage de disque, et de création d'image de disque. Il a été créé par Steven Shiau et maintenu par le laboratoire de recherche Taïwanais NCHC (National Center for High-Performance Computing (en)). Son système est basé sur les logiciels DRBL (en) (amorçage à distance sans disque dans Linux), Partclone (en) et UDPCast (en).
Il supporte la copie d'un poste à un autre (unicast), ainsi que celle d'un serveur vers plusieurs postes (multicast).

## Clonezilla Live
Clonezilla Live est un Live CD basé sur la distribution Debian GNU/Linux et contenant le logiciel Clonezilla. Il permet à l'utilisateur d'effectuer, directement depuis la machine : 
- une sauvegarde : copie du disque entier, ou d'une ou plusieurs partitions, sous forme d'une image envoyée vers tout moyen de stockage
- une restauration : récupération d'une image depuis son point de stockage (même disque, autre disque, autre machine, clé USB, réseau, etc.)
- une copie : copie directe des données depuis le disque original vers un autre disque

Cette version de Clonezilla peut se connecter à différents serveurs : serveur SSH, serveur Samba, système NFS…
Comme précisé dans son nom, le principe est celui du Live CD (CD-ROM ou DVD-ROM), mais il peut aussi être exécuté depuis une clé USB, un disque dur externe, etc.

## Clonezilla Server
Clonezilla Server (ou Clonezilla SE) est utilisé depuis un serveur et autorise plusieurs postes à se connecter simultanément par l'intermédiaire d'un réseau commun. Un serveur DRBL est utilisé et cela permet aux stations esclaves concernées d'effectuer un démarrage PXE, cela n'obligeant pas à passer par Clonezilla Live.